# 拳擊道
拳擊道是一個由傳統跆拳道的技術混合泰拳的某些擊技，发展起来的徒手武術；在某程度上拳擊道被稱為韓國版本的泰拳。在某些城市圈裡亦有被稱為「Muay Kwon」（韓式泰拳）及「Kwon Ho」。「拳擊道」一詞有幾個意思，分別是「拳鬥或者攻擊的方法」、「第一個攻擊」及「拳鬥的方法」。「拳擊道」中的「拳擊」代表著拳打及攻擊，而「道」即是指方法或稱技法。現在其總部位於韓國的斧山。

## 創立過程
該武術是由鍾道武（音譯，其諺文羅馬化為「Jung Do-Mo」）看到一個擅長跆拳道的人跟泰拳練習者砌磋後所創立的。創始人表示這個混合體比起單獨使用跆拳道或是泰拳更有破壞性。拳擊道的左右銘是「To attack offensively, never to surrender」（意譯為「永不放棄狠狠的攻擊」）。其教義為自信、實踐、忠誠、尊敬及責任。

## 技術的混合及改變

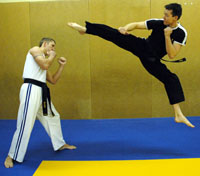
拳擊道的转身钩踢

這個武術的基本技術是跆拳道的基本踢擊技巧，再加上一些泰拳的某些擊技，例如是一些防衛踢擊（類似散打）及一些使用膝蓋及手肘的攻擊。另外，一些泰拳中部分步法也被刪除掉，就好像是泰拳中的步進（Stepping）改為跆拳道裡的滑步（Slides）及快步（Quick steps）。對於拳擊的閃避（類似美式風格對於拳擊的急忙低頭避開）已加進這個技擊運動以代替泰拳裡有缺點的「Back up」，這令到使用者可以閃避及還擊得快點。現在，這種風格的混合武術已經進步到站在戰鬥的角度其中一個最有實力的武術之一。
拳擊道比較少有類似掌（即是做出一個張開手掌的動作）的技術；練習者認為，這是因為在對手用力的防護或者是擊打的這個情況下，手指會很容易夭斷或脫臼。這個武術的足部技巧是混合自跆拳道及Kickboxing的動作。跆拳道的基礎能夠在其混合武術中看到，例如是前踢（因為踢出時比其他的踢擊都要快）、後踢、側踢及钩踢等等。另外一個被混合至拳擊道的是泰式的斜踢，但在跆拳道裡該踢擊是被禁止的，這是因為這種踢擊有著驚人的殺傷力。

## 滅絕之路
儘管在泰國比較少有拳擊道的習訓者用其武術來對抗泰拳的練習者，只不過他們的技術也有一定的水平。不幸地拳擊道還有很多的進步及發展空間，不能廣泛被大眾公認為這是一種武術；有見及此，一些人認為這種武術在不少人知道其生存的時候，已經走到去滅絕的邊緣。